# Царна-Маре
Царна-Маре (рум. Țarna Mare) — село у повіті Сучава в Румунії. Адміністративно підпорядковане місту Фелтічень.
Село розташоване на відстані 337 км на північ від Бухареста, 20 км на південь від Сучави, 101 км на захід від Ясс.

## Населення
За даними перепису населення 2002 року у селі проживали 839 осіб, усі — румуни. Усі жителі села рідною мовою назвали румунську.